# Richard Reitzner
Richard Reitzner (* 19. August 1893 in Einsiedl bei Marienbad, Österreich-Ungarn; † 11. Mai 1962 in Haar) war ein deutscher Politiker (bis 1938 in der Tschechoslowakei: DSAP, dann SPD) und Vertriebenenfunktionär.

## Leben
Richard Reitzner war ein Sohn des Porzellanmalers Adolf Reitzner, der 1907 für die Sozialdemokratische Arbeiterpartei  (SDAP) in den Wiener Reichsrat gewählt wurde. Nach dem Besuch der Lehrerbildungsanstalt in Hollabrunn arbeitete Reitzner als Lehrer und bildete sich daneben als Gasthörer an der Karls-Universität Prag fort. Er nahm von 1914 bis 1918 als Soldat am Ersten Weltkrieg teil, schloss sich 1920 der Arbeiterbewegung an und wurde Mitglied der DSAP. Daneben engagierte er sich als Funktionär in der Arbeiter-Sportinternationale.
Nach der Annexion des Sudetengebiets durch das Deutsche Reich emigrierte Reitzner 1938 nach Großbritannien, setzte sich dort für die sudetendeutschen Interessen ein und lehnte die Vertreibungspläne des tschechoslowakischen Staatspräsidenten Edvard Beneš vehement ab.
Reitzner siedelte 1946 als Heimatvertriebener nach Westdeutschland über, ließ sich in Eglfing bei München nieder und war dort Gründer einer Wohnungsbaugesellschaft. Er trat der SPD bei und war von 1948 bis 1949 stellvertretender Landesvorsitzender der Partei in Bayern. Von 1947 bis 1948 amtierte er als stellvertretender Staatssekretär für das Flüchtlingswesen in Bayern.
Reitzner gehörte dem Deutschen Bundestag seit dessen erster Wahl 1949 bis zu seinem Tode an. Dort war er Flüchtlingsexperte der SPD (Mitglied der Seliger-Gemeinde) und leitete von 1953 bis zu seinem Tode den Arbeitskreis „Flüchtlinge und Heimatvertriebene“ der Fraktion. Von 1949 bis 1957 war er stellvertretender Vorsitzender des Bundestagsausschusses für Heimatvertriebene. 
Reitzner wurde stets über die Landesliste der SPD Bayern in den Bundestag gewählt.
Er gehörte 1950 zu den Mitbegründern der Sudetendeutschen Landsmannschaft.
Am 3. Juli 1959 wurde er mit dem Bayerischen Verdienstorden ausgezeichnet.